# Juliana R. Force
Juliana R. Force (25 de dezembro de 1876 - 28 de agosto de 1948) foi a diretora fundadora do Whitney Museum of Art nos Estados Unidos. Também serviu como administradora da Região 2 (cidade e estado de Nova York) do Projeto de obras de arte públicas da era do New Deal.
Nascida em Doylestown, Pensilvânia, filha de Maxmillian Rieser e Juliana Schmutz, faleceu em Manhattan aos 67 anos.